# Parlamentswahl in Russland 1993
Die Parlamentswahl in Russland 1993 war die erste Wahl zur Duma im postsowjetischen Russland. Sie fand am 12. Dezember 1993 statt, gut einen Monat nach Beendigung der Russischen Verfassungskrise, der eine Auflösung des noch seit den Sowjetzeiten bestehenden Parlaments (des Obersten Sowjets) durch Präsident Boris Jelzin vorgegangen war. Die Wahlperiode dieser ersten Duma betrug zwei Jahre.
Am gleichen Tag wurde in Russland eine Volksabstimmung über die neue Verfassung der Russischen Föderation durchgeführt, welche angenommen wurde und zwei Wochen später in Kraft trat.

## Ergebnisse
| Parteien und Wahlblöcke                           | % der Stimmen | Anzahl Sitze |
| ------------------------------------------------- | ------------- | ------------ |
| Liberal-Demokratische Partei Russlands            | 22.92         | 64           |
| Die Wahl Russlands                                | 15.51         | 64           |
| Kommunistische Partei der Russischen Föderation   | 12.40         | 42           |
| Frauen Russlands                                  | 8.13          | 23           |
| Agrarpartei                                       | 7.99          | 37           |
| Jabloko                                           | 7.86          | 27           |
| Partei der Russischen Einheit und Eintracht       | 6.73          | 22           |
| Demokratische Partei Russlands                    | 5.52          | 14           |
| Die russische Bewegung für Demokratische Reformen | 4.08          | 5            |
| Bürgerbund                                        | 1.93          | 10           |
| Die Zukunft Russlands - Neue Namen                | 1.25          | 2            |
| Russische Ökologische Partei „Die Grünen“         | 0.76          | 1            |
| Würde und Gnade                                   | 0.70          | 3            |
| Unabhängige Kandidaten                            | 32.5          | 130          |